# Graphic Arts Workshop
Le Graphic Arts Workshop (litt. Atelier d'arts graphiques) est un atelier d'estampe coopératif situé à San Francisco. Le studio compte environ 40 membres travaillant dans les techniques de gravure d'art telles que la taille-douce, la taille d'épargne, la lithographie et la sérigraphie. Ouvert 24h/24, l'atelier propose aussi des formations.

## Histoire
Au cours des années 1930 et 1940, la Grande Dépression, le Federal Art Project et les contacts avec les artistes mexicains et les modernistes européens ont un impact important sur la nouvelle génération d'artistes de l'estampe à San Francisco. Pendant le mouvement américain des droits civiques, des artistes chicanos et afro-américains produisent notamment des œuvres au Taller de Gráfica Popular, au Mexique. Celui-ci devient une source d'inspiration pour de nombreux artistes de gauche politiquement actifs,,. C'est le cas du peintre expressionniste américain Byron Randall, qui fonde des collectifs d'artistes similaires et notamment le Graphic Arts Workshop, cofondé en 1952 par plusieurs artistes issus de la California Labor School (en),, parmi lesquels Pele de Lappe, Victor Arnautoff, Emmy Lou Packard, Stanley Koppel, Louise Gilbert, Ed Hanson, Virginia Bogue, Claus Sievert (en), Frank Rowe, Irving Fromer et Lawrence Yamamoto,,,.
Bon nombre des premiers graveurs de l'atelier sont proches des idées de gauche, du parti communisme, et des mouvements sociaux et ouvriers et produisent par conséquent des images sur des thèmes politiques, sociaux, ouvriers et ethniques. Ils illustrent notamment le Communist Manifesto in Pictures (Manifeste communiste en images) de 1948, commémorant le centenaire du Manifeste avec des gravures de Randall, Giacomo Patri, Robert P. McChesney, Hassel Smith (en), Louise Gilbert, Lou Jackson et Bits Hayden.
Lorsque la California Labor School ferme ses portes en 1957, le Graphic Arts Workshop hérite de presses lithographiques, de nombreux outils et matériels de gravure,.